# Periodická tabulka

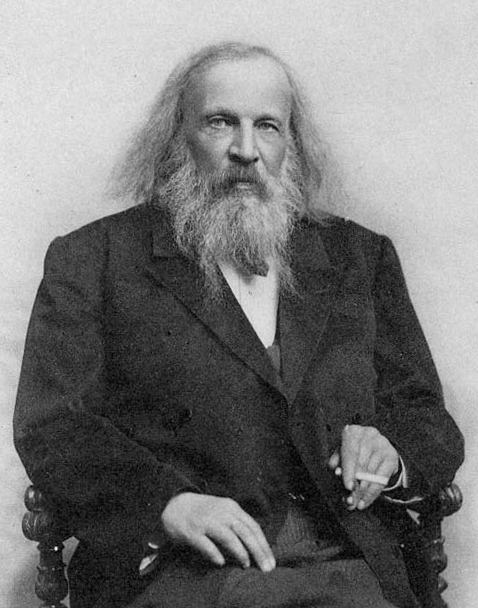
Dmitrij Ivanovič Mendělejev (1834–1907), tvůrce periodické tabulky prvků

Periodická tabulka prvků (také periodická soustava prvků, Mendělejevova tabulka prvků) je uspořádání všech chemických prvků v podobě tabulky, ve které jsou prvky seřazeny podle rostoucích protonových čísel, elektronové konfigurace a periodicky se opakujících podobných chemických vlastností daných počtem valenčních elektronů.
V tabulce je obvykle kromě chemického symbolu prvku uvedeno i jeho atomové číslo, relativní atomová hmotnost, případně další údaje o prvcích. V současné době je v tabulce 118 známých prvků, z nichž 94 se přirozeně vyskytuje na Zemi. Zbylé byly připraveny pouze uměle a zatím nebyl objeven žádný jejich stabilní izotop. 
Tabulku poprvé publikoval Dmitrij Ivanovič Mendělejev v 1869. Zařazení prvků do tabulky bylo určeno jím definovaným periodickým zákonem: Vlastnosti prvků jsou periodickou funkcí jejich atomových hmotností. To znamená, že u prvků se pravidelně opakují podobné vlastnosti. Prvky s podobnými vlastnostmi mají stejný počet valenčních elektronů. Na počest 150. výročí publikace periodického zákona prohlásila OSN rok 2019 za Mezinárodní rok periodické tabulky prvků.
Dnes je známo, že některé lehčí prvky jsou až za těžšími, neboť obsahují neutrony (například jod stojí za tellurem). Proto roku 1913 Henry Moseley opravil periodický zákon podle rostoucích protonových čísel.

## Uspořádání tabulky

### Periody a skupiny

Jednoduchá periodická tabulka. Červený blok jsou s-prvky, žlutý p-prvky, modrý d-prvky, zelený f-prvky.

Řádky periodické tabulky prvků se nazývají periody a sloupce se nazývají skupiny:
- V periodách se nacházejí prvky, které mají stejný počet elektronových slupek ve svém elektronovém obalu.
- Ve skupinách pod sebou leží prvky se stejným počtem valenčních elektronů v elektronovém obalu. Přitom platí, že prvky, nacházející se ve stejné skupině, vykazují i podobné chemické vlastnosti. Někdy bývá zvykem dělení skupin na hlavní a vedlejší. Prvky v hlavních skupinách mají valenční elektrony ve sférách s a p, prvky vedlejších skupin doplňují valenční elektrony do slupek d a f.

Tabulka je rozdělena do čtyř zhruba obdélníkových oblastí nazývaných bloky:
- červený blok jsou s-prvky
- žlutý blok jsou p-prvky
- modrý blok jsou d-prvky (přechodné kovy)
- zelený blok jsou f-prvky (vnitřně přechodné kovy: lanthanoidy a aktinoidy)

### Názvy skupin

Periodická tabulka prvků. Šipka ukazuje, jak se zvětšuje velikost atomů.

Platí, že prvky nacházející se ve stejné skupině vykazují i podobné chemické vlastnosti. Proto mají některé skupiny své názvy:
- 1. skupina – alkalické kovy a vodík
- 2. skupina – kovy alkalických zemin
- 17. skupina – halogeny
- 18. skupina – vzácné plyny

Například 1. skupina prvků (alkalické kovy a vodíkem) má vždy pouze jeden valenční elektron ve slupce s. Například 17. skupina prvků (halogeny) má sedm valenčních elektronů (dva ve slupce s a pět ve slupce p).

## Vysvětlení tabulky

### Struktura atomu

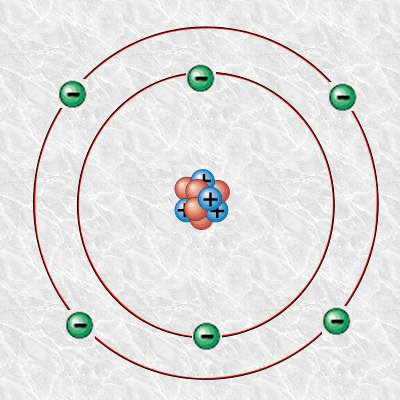
Atom uhlíku obsahuje v atomovém jádře 6 protonů (modrá +) a 6 neutronů (červená) a v elektronovém obalu dva elektrony (zelená −) na první hlavní slupce a čtyři ve druhé hlavní slupce (slupky schematicky naznačeny kružnicemi kolem atomového jádra)

Všechny látky jsou složeny z atomů, které se skládají z protonů a neutronů, které tvoří atomové jádro, a elektronů, které atomové jádro obklopují jako elektronový obal. Každý z protonů nese kladný a každý z elektronů záporný elementární náboj. Pokud je atom elektricky neutrální je počet elektronů v elektronovém obalu rovný počtu protonů v atomovém jádře. Počet protonů nebo elektronů elektricky neutrálního atomu se nazývá jeho atomové číslo nebo protonové číslo.
Atomy se stejným protonovým číslem (stejným počtem protonů) se nazývají chemické prvky. Všechny existující chemické prvky jsou uspořádány v periodické tabulce prvků. Jsou v ní seřazeny podle rostoucího protonového čísla, zákonů vyplývajících ze struktury atomů a vlastností prvků při chemických reakcích.

### Struktura elektronového obalu

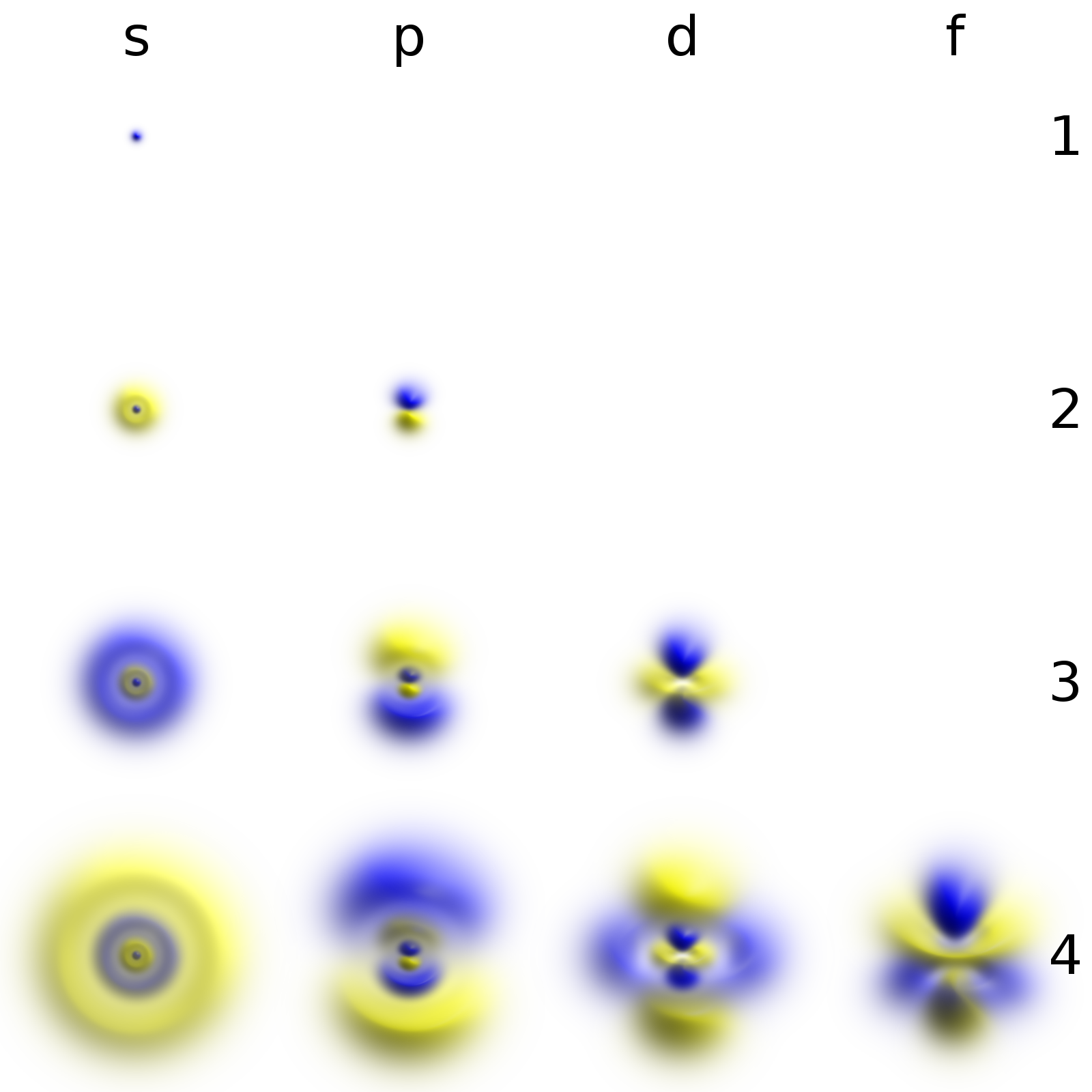
Tvary orbitalů 1s až 4f. Napravo hlavní kvantové číslo n (1, 2, 3, 4), nahoře vedlejší kvantové číslo l (s, p, d, f).

Chemické chování atomu je tedy určeno protonovým číslem, které udává počet protonů a ten se zároveň rovná počtu elektronů. 
Elektrony se vyskytují v elektronovém obalu atomu. Atomový obal je kvantový systém, skutečný výskyt elektronů v něm lze vymezit jen pravděpodobnostně. Kvantový popis výskytu a chování elektronů v obalu a jejich interakční vlastnosti lze charakterizovat čtyřmi kvantovými čísly: hlavní, vedlejší, magnetické a spinové číslo. Podle hlavního kvantového čísla lze obal formálně (příslušností kvantových stavů, nikoli v geometrickém smyslu) rozčlenit na hlavní slupky, a ty podle vedlejšího kvantového čísla na podslupky. Oblasti s nejpravděpodobnějším výskytem elektronů náležících jednotlivým slupkám a podslupkám se nazývají orbitaly. Hlavní číslo udává jejich velikost (přesněji rozprostraněnost pravděpodobného výskytu elektronu podle vzdálenosti od jádra), vedlejší jejich tvar (rozprostraněnost pravděpodobného výskytu elektronu podle směrů od jádra).
- Hlavní kvantové číslo (značka n = 1, 2, 3, ....) označuje hlavní slupky. Obecně platí, že slupka s hlavním kvantovým číslem n může mít maximum 2·n2 elektronů. Průměr hlavních slupek se zvyšuje s rostoucím hlavním kvantovým číslem. Na hlavním kvantovém čísle je závislá energie elektronu.
- Vedlejší kvantové číslo (značka l, nabývá hodnot s, p, d, f ) označuje podslupky, na které jsou rozděleny jednotlivé slupky. Daná podslupka je identifikována hlavním kvantovým číslem a svým písmenem (například 2p znamená n-slupku a p-podslupku). Na vedlejším kvantovém čísle l je závislá velikost momentu hybnosti elektronu.
- Magnetické kvantové číslo (značka m) označuje orbitaly, na které jsou rozděleny jednotlivé podslupky.  Každá s-podslupka obsahuje jeden orbital, každá p-podslupka obsahuje tři orbitaly, každá d-podslupka obsahuje pět orbitalů a každá f-podslupka obsahuje sedm orbitalů. Na magnetickém kvantovém čísle m je závislý směr momentu hybnosti elektronu.
- Spinové kvantové číslo (značka s) popisuje dvě možné orientace spinu elektronu v orbitalu. Spinové kvantové číslo elektronu určuje směr jeho otáčivosti kolem své osy a může nabývat pouze dvou hodnot +1/2 nebo −1/2.

Pauliho vylučovací princip říká, že žádné dva elektrony v atomu se nemohou shodovat ve všech čtyřech kvantových číslech. Dva elektrony ve stejném orbitalu se již shodují ve třech kvantových číslech (jmenovitě těch, která popisují tento orbital). Oba elektrony se proto musí lišit ve čtvrtém kvantovém čísle, jejich orientaci spinu. Možnosti variace kvantových čísel v tomto orbitalu jsou tedy vyčerpány, každý jednotlivý orbital tedy může být obsazen maximálně dvěma elektrony. Výsledkem je následující maximální počet elektronů pro různé slupky:
- K-slupka (n = 1) má pouze jednu podslupku (1s) a ta má pouze jeden orbital. Vzhledem k tomu, že ten může být obsazen maximálně dvěma elektrony, může tak mít maximálně 2 elektrony.

- L-slupka (n = 2) má dvě podslupky (2s a 2p), které se skládají z jednoho nebo tří orbitalů. Může tedy ve svých čtyřech orbitalech mít maximálně 8 elektronů.

- M-slupka (n = 3) má tři podslupky (3s, 3p a 3d), takže ve svých devíti orbitalech může mít maximálně 18 elektronů.

- N-slupka (n = 4) má čtyři podslupky (4s, 4p, 4d a 4f), takže ve svých šestnácti orbitalech může mít maximálně 32 elektronů.
- a tak dále.

## Typy tabulek
- Základní formy tabulky

Dlouhá tabulka – schéma

Velmi dlouhá tabulka – schéma

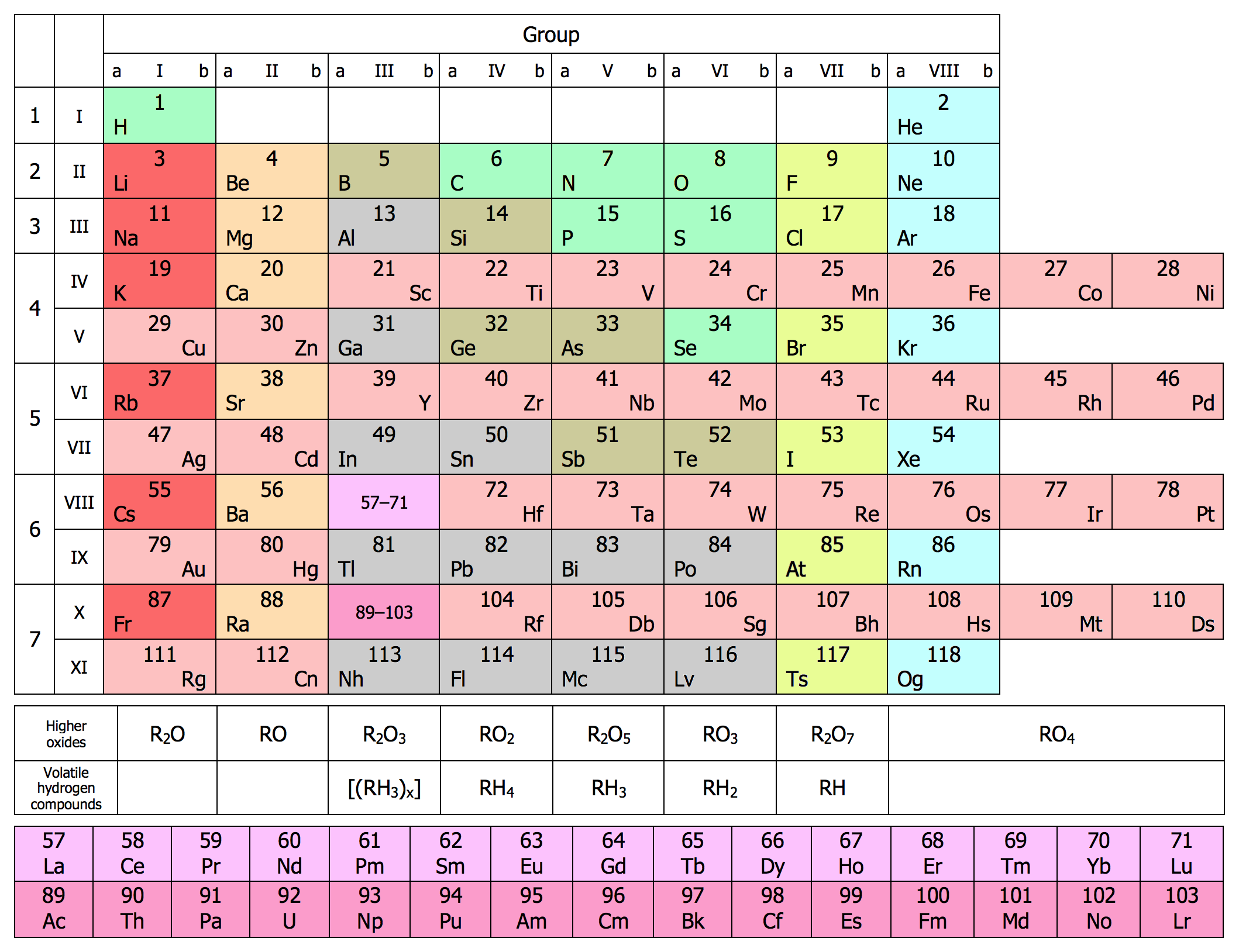
Krátká tabulka

  - Dlouhá tabulka – má 18 sloupců, vnitřně přechodné kovy jsou vyjmuty mimo tabulku; doporučuje Mezinárodní unie pro čistou a užitou chemii[2]
  - Velmi dlouhá tabulka – má 32 sloupců, vnitřně přechodné kovy jsou vmezeřeny mezi blok s a přechodné kovy; problémem je korektnost vymezení 3. skupiny
  - Krátká tabulka – má 8 až 10 sloupců, skupiny A a B jsou pod sebou – vycházela z historické Mendělejevovy prezentace tabulky, v současnosti nepoužívaná, protože plně nevystihuje specifika přechodných kovů
- Historické tabulky
  - Mendělejevova tabulka – zavedl Dmitrij Mendělejev a Lothar Meyer v roce 1869
  - Wernerova tabulka – zavedl Alfred Werner v roce 1905 na základě Mendělejevovy tabulky
- Rozšířené tabulky
  - Seaborgův model – má 50 sloupců, následuje výstavbový princip podle návrhu Glenna Seaborga
  - Frickeho model – má 52 sloupců, řeší nedostatky výstavbového principu podle výpočtů Burkharda Frickeho, Waltera Greinera a Jamese Thomase Wabera
  - Pyykkö model – má 50 sloupců, řeší nedostatky Frickeho výpočtů podle výpočtů Pekky Pyykkö
- Alternativní tabulky
  - Levochodná tabulka – podle návrhu Charlese Janeta
  - Spirální tabulky
  - Vícerozměrné tabulky

Pro snadnější zapamatování skupin prvků v periodické tabulce lze využít mnemotechnické pomůcky.

### Standardní dlouhá tabulka
| Skupina     | Skupina     | 1     | 2     | 3     | 4      | 5      | 6      | 7      | 8      | 9      | 10     | 11     | 12     | 13     | 14     | 15     | 16     | 17     | 18     |
| CAS skupina | CAS skupina | I A   | II A  | III B | IV B   | V B    | VI B   | VII B  | ---    | VIII B | ---    | I B    | II B   | III A  | IV A   | V A    | VI A   | VII A  | VIII A |
| Perioda     | Perioda     |       |       |       |        |        |        |        |        |        |        |        |        |        |        |        |        |        |        |
| ----------- | ----------- | ----- | ----- | ----- | ------ | ------ | ------ | ------ | ------ | ------ | ------ | ------ | ------ | ------ | ------ | ------ | ------ | ------ | ------ |
| 1           | 1           | 1 H   |       |       |        |        |        |        |        |        |        |        |        |        |        |        |        |        | 2 He   |
| 2           | 2           | 3 Li  | 4 Be  | 5 B   | 6 C    | 7 N    | 8 O    | 9 F    | 10 Ne  |        |        |        |        |        |        |        |        |        |        |
| 3           | 3           | 11 Na | 12 Mg | 13 Al | 14 Si  | 15 P   | 16 S   | 17 Cl  | 18 Ar  |        |        |        |        |        |        |        |        |        |        |
| 4           | 4           | 19 K  | 20 Ca | 21 Sc | 22 Ti  | 23 V   | 24 Cr  | 25 Mn  | 26 Fe  | 27 Co  | 28 Ni  | 29 Cu  | 30 Zn  | 31 Ga  | 32 Ge  | 33 As  | 34 Se  | 35 Br  | 36 Kr  |
| 5           | 5           | 37 Rb | 38 Sr | 39 Y  | 40 Zr  | 41 Nb  | 42 Mo  | 43 Tc  | 44 Ru  | 45 Rh  | 46 Pd  | 47 Ag  | 48 Cd  | 49 In  | 50 Sn  | 51 Sb  | 52 Te  | 53 I   | 54 Xe  |
| 6           | 6           | 55 Cs | 56 Ba | *     | 72 Hf  | 73 Ta  | 74 W   | 75 Re  | 76 Os  | 77 Ir  | 78 Pt  | 79 Au  | 80 Hg  | 81 Tl  | 82 Pb  | 83 Bi  | 84 Po  | 85 At  | 86 Rn  |
| 7           | 7           | 87 Fr | 88 Ra | **    | 104 Rf | 105 Db | 106 Sg | 107 Bh | 108 Hs | 109 Mt | 110 Ds | 111 Rg | 112 Cn | 113 Nh | 114 Fl | 115 Mc | 116 Lv | 117 Ts | 118 Og |
|             |             |       |       | ↓     |        |        |        |        |        |        |        |        |        |        |        |        |        |        |        |
| Lanthanoidy | Lanthanoidy |       | *     | 57 La | 58 Ce  | 59 Pr  | 60 Nd  | 61 Pm  | 62 Sm  | 63 Eu  | 64 Gd  | 65 Tb  | 66 Dy  | 67 Ho  | 68 Er  | 69 Tm  | 70 Yb  | 71 Lu  |        |
| Aktinoidy   | Aktinoidy   |       | **    | 89 Ac | 90 Th  | 91 Pa  | 92 U   | 93 Np  | 94 Pu  | 95 Am  | 96 Cm  | 97 Bk  | 98 Cf  | 99 Es  | 100 Fm | 101 Md | 102 No | 103 Lr |        |

Vysvětlivky

## Historie
Objev periodické tabulky umožnil italský chemik Stanislao Cannizzaro (1826–1910), který v roce 1858 publikoval soubor zaměřených atomových vah (nyní známých jako hmotnostní čísla) šedesáti prvků, které byly tehdy známy. Seřazení prvků podle vzrůstající atomové váhy odhalilo pozoruhodné opakování chemických vlastností v pravidelných intervalech. Toho si všiml v roce 1864 anglický chemik John Newlands (1838–1898), avšak jeho "zákon oktáv" mu nepřinesl nic než výsměch.
Dmitrij Ivanovič Mendělejev (1834–1907) učinil v zásadě tentýž objev o pět let později. To, co Mendělejev vykonal, bylo však mnohem významnější, takže je plným právem považován za pravého objevitele periodické tabulky on.
Mendělejevova periodická tabulka prvků nebyla prvním pokusem sestavit prvky podle některých jejich vlastností. Historicky první doloženou tabulku pocházející z roku 1772 vytvořil Louis-Bernard Guyton de Morveau. Zahrnovala chemicky jednoduché látky a použil ji Antoine Lavoisier.
Roku 1857 publikoval Jean-Baptiste Dumas základní periodickou tabulku, která obsahovala 32 prvků v osmi sloupcích, které poukazovaly na jejich společné vlastnosti.
Roku 1862 uspořádal Alexandre-Emile Béguyer de Chancourtois poprvé prvky podle vzrůstající atomové hmotnosti. Podobné prvky umístil stejným směrem a vytvořil tak šroubovicové uspořádání prvků. Roku 1864 publikoval Julius Lothar Meyer tabulku mocenství pro 49 tehdy známých prvků a ještě v témže roce publikoval také William Odling svou téměř správnou tabulku se 17 svislými sloupci, do které zahrnul 57 prvků.
Roku 1869 zformuloval Dmitrij Ivanovič Mendělejev periodický zákon a různé formy periodické tabulky, která obsahovala 63 prvků. O dva roky později Mendělejev upravil a zlepšil svou periodickou tabulku a předpověděl objev 10 prvků – dnes známé jako Sc, Ga, Ge, Tc, Re, Po, Fr, Ra, Ac a Pd. Z těchto prvků popsal s udivující předvídavostí skandium, gallium, germanium a polonium. Pro neobjevené prvky nechal Mendělejev v tabulce místo a postupem času se všechna volná místa, která v tabulce nechal, zaplnila nově objevenými prvky. Významným Mendělejevovým obhájcem, neboť jeho zákon nebyl zpočátku jednoznačně přijat, byl český chemik Bohuslav Brauner.
Objevují se i alternativní uspořádání periodické tabulky. Nejvýznamnější je verze, kterou roku 1928 zavedl Charles Janet. Tato tabulka je uspořádána podle zaplňování orbitalů a je užívána fyziky.

## Budoucí vývoj
Vědci předpokládají, že v průběhu 21. století se podaří objevit další prvky.
Budoucí vývoj rozvržení periodické tabulky při objevování dalších prvků je zkoumán kvantověmechanickými výpočty. Glenn T. Seaborg navrhl rozšíření o 8. periodu, která bude po prvcích bloku s nově zahrnovat (ve velmi dlouhé podobě tabulky) tzv. superaktinoidy (až do prvku 153). Představa vycházela z pokračující platnosti Madelungova pravidla – po bloku s bude následovat nejprve vložený blok g (orbitaly 5g) a poté blok f (orbitaly 6f).
Podrobné kvantověmechanické výpočty se započtením relativistických efektů, provedené Pekkou Pyykkö, B. Frickem a dalšími fyziky, však zpochybnily takové pořadí zaplňování, a to nejen pro 9. periodu, ale již i pro druhou polovinu 8. periody (po prvcích bloku 5g, tedy od prvku 139). Podle jejich výsledků by se zásadně změnilo pořadí zaplňování konce 8. periody, která by tak již nebyla analogická nižším periodám.
Že tradiční výstavba elektronového obalu podle Madelungova pravidla nebude pro 8. periodu platit, ukazují již relativistické kvantově-mechanické výpočty provedené pro oganesson. Vzhledem k velikosti obalu začíná ve spin-orbitální interakci převažovat nad LS vazbou vazba jj a klasický popis uspořádání obalu do slupek a orbitalů se již nejeví jako korektní, ale že jeho struktura je bližší Fermiho elektronovému plynu.